# Kabinett Shehu V

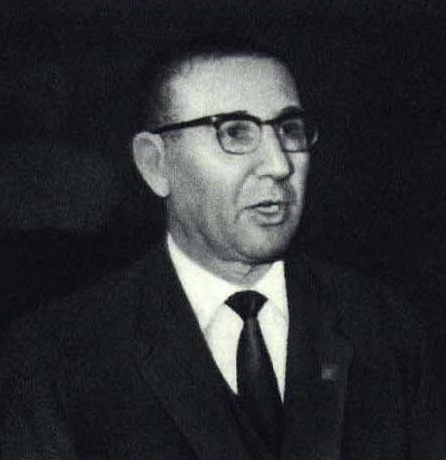
Mehmet Shehu war von 1954 bis 1981 Vorsitzender des Ministerrates der Sozialistischen Volksrepublik Albanien

Das Kabinett Shehu V war eine Regierung der Sozialistischen Volksrepublik Albanien, die am 23. November 1970 von Ministerpräsident Mehmet Shehu von der Partei der Arbeit Albaniens PPSh (Partia e Punës e Shqipërisë) gebildet wurde. Es löste das Kabinett Shehu IV ab und blieb bis zum 29. Oktober 1974 im Amt, woraufhin es vom Kabinett Shehu VI abgelöst wurde.
Die Regierungsumbildung folgte auf die Parlamentswahlen vom 20. September 1970. Mit einer Ausnahme gehörten sämtliche Minister schon dem vorherigen Kabinett an: Haki Toska wurde durch Xhafer Spahiu ersetzt. Toska war in der Folge bis November 1976 Sekretär des Zentralkomitees. 
1973 kam Myqerem Fuga als Minister für Leicht- und Nahrungsmittelindustrie hinzu. Der einzige andere Wechsel während diesen vier Jahren betraf den langjährigen Verteidigungsminister Beqir Balluku, der im Sommer 1974 in Hoxhas Ungnaden fiel und am 10. Juli von allen seinen Ämtern enthoben wurde. Balluku hatte öffentlich erklärt, dass er die Bedrohungslage anders als Hoxha einschätze. Er wurde zusammen mit zwei anderen ranghohen Militärs wegen versuchten militärischen Staatsstreichs und Landesverrats zum Tode verurteilt und am 5. November 1974 hingerichtet.
| Amt                                              | Amtsinhaber    | Beginn der Amtszeit | Ende der Amtszeit |
| ------------------------------------------------ | -------------- | ------------------- | ----------------- |
| Vorsitzender des Ministerrates                   | Mehmet Shehu   | 23. November 1970   | 29. Oktober 1974  |
| Stellvertretender Vorsitzender des Ministerrates | Beqir Balluku  | 23. November 1970   | 10. Juli 1974     |
| Stellvertretender Vorsitzender des Ministerrates | Xhafer Spahiu  | 23. November 1970   | 29. Oktober 1974  |
| Stellvertretender Vorsitzender des Ministerrates | Adil Çarçani   | 23. November 1970   | 29. Oktober 1974  |
| Stellvertretender Vorsitzender des Ministerrates | Spiro Koleka   | 23. November 1970   | 29. Oktober 1974  |
| Verteidigungsminister                            | Beqir Balluku  | 23. November 1970   | 10. Juli 1974     |
| Innenminister                                    | Kadri Hazbiu   | 23. November 1970   | 29. Oktober 1974  |
| Vorsitzender der Staatlichen Planungskommission  | Abdyl Këllezi  | 23. November 1970   | 29. Oktober 1974  |
| Außenminister                                    | Nesti Nase     | 23. November 1970   | 29. Oktober 1974  |
| Industrieminister                                | Koço Theodhosi | 23. November 1970   | 29. Oktober 1974  |
| Kommunikationsminister                           | Milo Qirko     | 23. November 1970   | 29. Oktober 1974  |
| Minister für Bildung und Kultur                  | Thoma Deljana  | 23. November 1970   | 29. Oktober 1974  |
| Finanzminister                                   | Aleks Verli    | 23. November 1970   | 29. Oktober 1974  |
| Außenhandelsminister                             | Kiço Ngjela    | 23. November 1970   | 29. Oktober 1974  |
| Landwirtschaftsminister                          | Pirro Dodbiba  | 23. November 1970   | 29. Oktober 1974  |
| Minister für Leicht- und Nahrungsmittelindustrie | Myqerem Fuga   | 1. Januar 1973      | 29. Oktober 1974  |